# Слободанка Марковић
Слободанка Марковић (Београд, 26. новембар 1948) је југословенска и српска филмска, телевизијска и позоришна глумица.

## Биографија и каријера
Рођена је 1948. године у Београду, где је завршила основну школу и гимназију, а након тога и Академију за позориште, филм, радио и телевизију у Београду. Била је члан Савременог позоришта Београд у којем је имала улоге у више од двадесет представа.
Поред позоришта, остварила је улоге и у филмовима, а најпознатије у Гласам за љубав, Хајка као Гара, Пре бога и човека као Аника,  Вук са Проклетија као Валбона и у филму Бомбаши где је имала улогу Марије.

## Филмографија
|                   | 1960 | 1970 | 1980 | Укупно |
| ----------------- | ---- | ---- | ---- | ------ |
| Дугометражни филм | 4    | 2    | 1    | 7      |
| ТВ филм           | 0    | 2    | 0    | 2      |
| ТВ серија         | 0    | 2    | 0    | 2      |
| ТВ мини серија    | 0    | 0    | 0    | 0      |
| Укупно            | 4    | 6    | 1    | 11     |

| Год.   | Назив                   | Улога \|- style="background: Lavender; text-align:center; " | 1960-е | 1960-е | 1960-е | 1960-е |
| 1965.  | Гласам за љубав         |                                                             |        |        |        |        |
| 1966.  | Синови велике медведице | Ситопанаки                                                  |        |        |        |        |
| 1968.  | Вук са Проклетија       | Валбона                                                     |        |        |        |        |
| 1968.  | Пре бога и човека       | Аника                                                       |        |        |        |        |
| 1970-е |                         |                                                             |        |        |        |        |
| 1973.  | Бомбаши                 | Марија                                                      |        |        |        |        |
| 1976.  | Јовча                   | кћи Васка                                                   |        |        |        |        |
| 1976.  | Грлом у јагоде          | Долорес                                                     |        |        |        |        |
| 1976.  | Деца расту ноћу         | Богданова девојка Каћа                                      |        |        |        |        |
| 1978.  | Хајка                   | Гара                                                        |        |        |        |        |
| 1978.  | Реч и слово             |                                                             |        |        |        |        |
| 1980-е |                         |                                                             |        |        |        |        |
| 1982.  | Сутон                   | Кристина                                                    |        |        |        |        |

## Позоришне улоге
| Премијера          | Представа                      | Улога                  | Редитељ                 | Позориште                    |
| ------------------ | ------------------------------ | ---------------------- | ----------------------- | ---------------------------- |
| 29. новембар 1973. | Ти си то                       |                        | Дејан Мијач             | Савремено позориште Београд  |
| 6. април 1974.     | Доктор Фауст                   | похотљивост, Јелена    | Лех Комарнички          | Савремено позориште Београд  |
| 29. октобар 1974.  | Оковани Прометеј               | Власт, Ија, Хоровођа I | Слободанка Цаца Алексић | Атеље 212                    |
| 3. новембар 1974.  | Петорица под барјаком          | Водитељ                | Тома Курузовић          | Савремено позориште Београд  |
| 25. децембар 1975. | Звоно за нашег професора       | Девојка                | Борислав Глигоровић     | Народно позориште у Београду |
| 1. април 1976.     | Шала                           | Брожова                | Александар Огњановић    | Београдско драмско позориште |
| 21. јун 1976.      | На реду је Шпанија             |                        | Бранислав Мићуновић     | Београдско драмско позориште |
| 7. новембар 1976.  | Пуч                            | Марија Палеологова     | Желимир Орешковић       | Београдско драмско позориште |
| 9. април           | Инспекторове сплетке           | Девојка из јавне куће  | Александар Огњановић    | Београдско драмско позориште |
| 29. децембар 1975. | Буђење вампира                 | Ваља                   | Димитрије Јовановић     | Београдско драмско позориште |
| 16. јануар 1980.   | Горке сузе Петро фон Кант      | Сидонија               | Зоран Тасић             | Београдско драмско позориште |
| 11. октобар 1981.  | Луда                           | Мери Лемб              | Слободан Унковски       | Београдско драмско позориште |
| 6. новембар 1981.  | Случајна смрт једног анархисте | Новинарка              | Славенко Салетовић      | Београдско драмско позориште |
| 3. фебруар 1983.   | Барбарогеније                  | Ева                    | Ненад Илић              | Београдско драмско позориште |
| 8. јануар 1984.    | Догађај у месту Гоги           | Госпођа Престопил      | Златко Свибен           | Београдско драмско позориште |
| 21. октобар 1984.  | Пивара                         | Хеда                   | Паоло Мађели            | Београдско драмско позориште |
| 20. април 1986.    | Кокошије слепило               | Косана Париповић       | Александар Лукач        | Београдско драмско позориште |
| 18. јануар 1987.   | Писмо/глава                    | Гуга Димитријевић      | Владимир Лазић          | Београдско драмско позориште |
| 22. децембар 1988. | Косово                         | Књегиња Милица         | Бранислав Мићуновић     | Београдско драмско позориште |
| 8. март 1989.      | Сабирни центар                 | Јелена Катић Поповић   | Љубомир Драшкић         | Београдско драмско позориште |
| 3. март 1990.      | Кармен 2000                    | Ана Кармен             | Лазар Стојановић        | Београдско драмско позориште |